# Cisterna di Filosseno

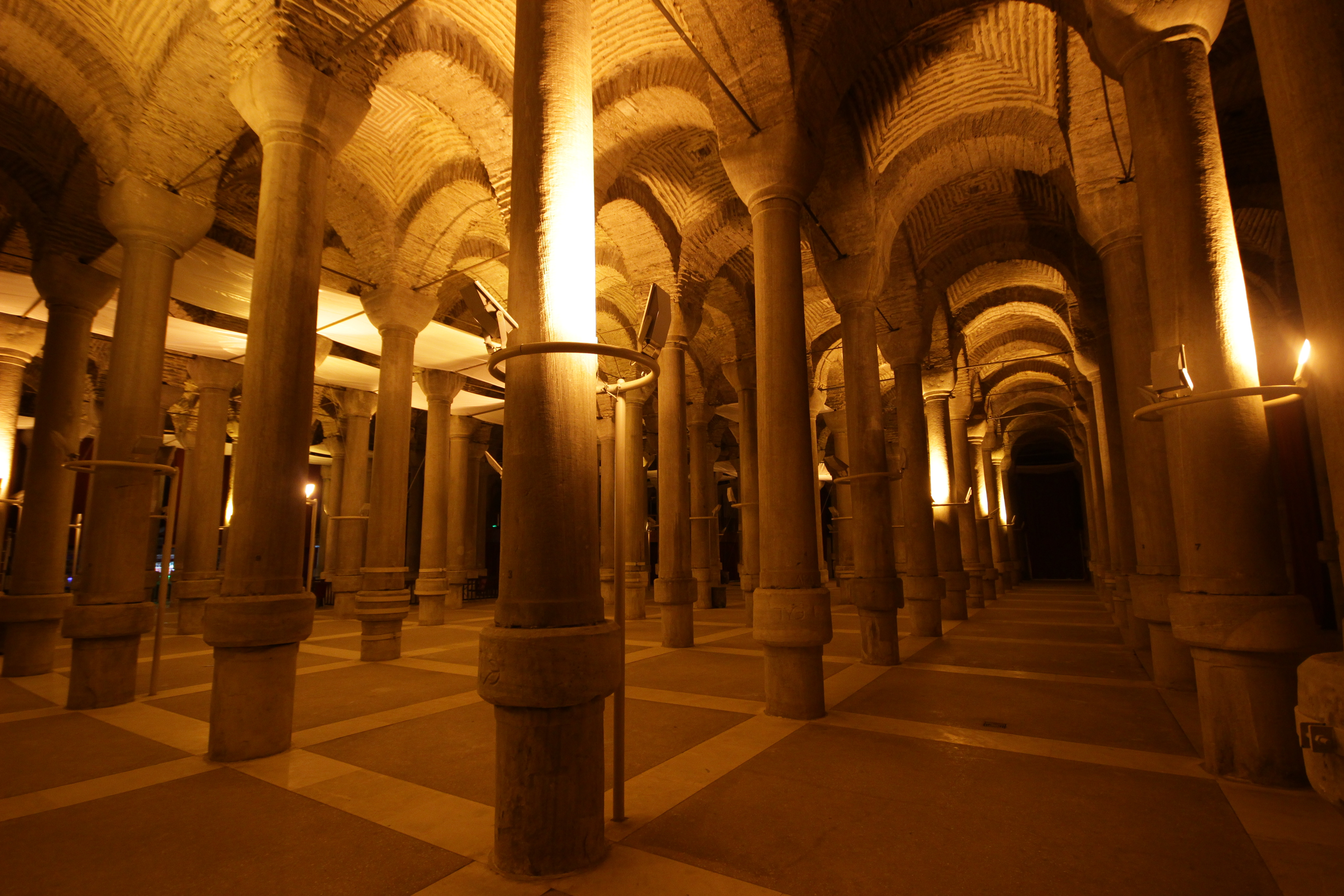
Interno della cisterna

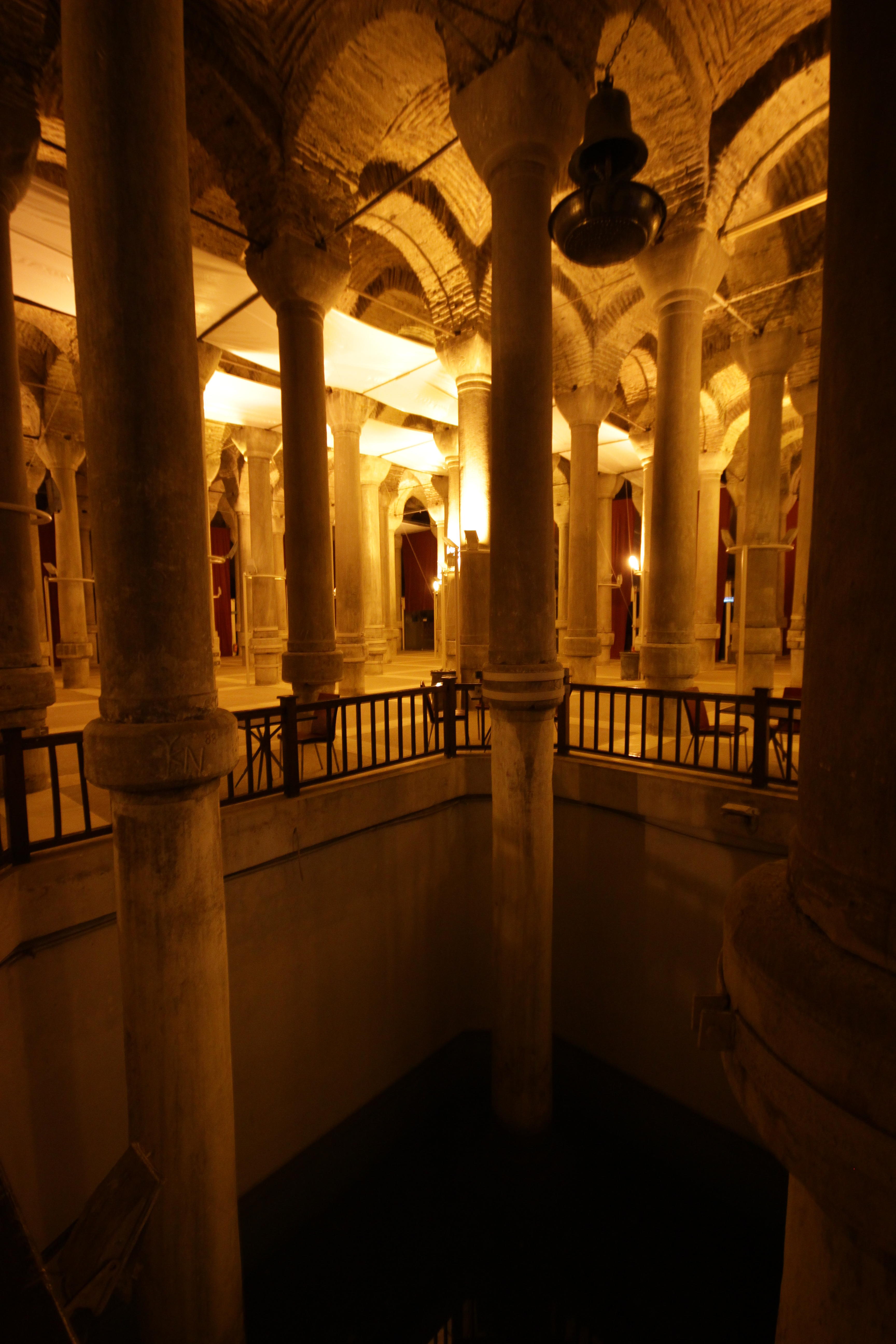
Cisterna di Filosseno: particolare dell'altezza originale delle colonne

La Cisterna di Filosseno (in greco antico: Κινστέρνα Φιλοξένου?, in turco Binbirdirek Sarnıcı - lett. "1001 colonne") è la seconda cisterna sotterranea di Istanbul dopo la Cisterna Basilica. Essa si trova nel distretto di Fatih (che coincide con la città murata), nella mahalle (quartiere) di Sultanahmet, ed è ubicata tra il Foro di Costantino e l'Ippodromo di Costantinopoli, sotto al complesso palaziale oggi noto come Palazzo di Antioco. È oggi visitabile, e l'ingresso del sito è al civico 4 di İmran Öktem Sokak.

## Descrizione
La cisterna misura 3640 m² (64 × 56,4 m). Poteva stoccare sino a 40000 m³ d'acqua.

Sebbene il nome turco sia "Cisterna delle 1001 colonne", le effettive colonne della struttura (alte oltre 10 metri), sono effettivamente 224, 12 delle quali sostituite durante i restauri.

## Storia
La cisterna venne costruita nel IV secolo e fu poi oggetto di rimaneggiamenti durante il regno di Giustiniano I, quando il soprastante Palazzo di Antioco venne demolito.

Già al tempo della conquista turca di Costantinopoli, la Cisterna di Filosseno era caduta nell'oblio. Venne riscoperta solo nel XVII secolo, complice la realizzazione del limitrofo palazzo di Fazli Pascià, ed iniziò ad essere nota come "Cisterna delle 1001 colonne".
Nel giugno del 1826 durante la repressione del corpo dei giannizzeri da parte del sultano Mahmud II, alcuni membri della milizia cercarono scampo all'eccidio che si stava svolgendo per le strade della capitale presso la Cisterna di Filosseno ma la maggior parte dei fuggiaschi finì per annegare.

Nel corso del XIX secolo, la cisterna fu poi convertita in una filanda per la seta e divenne apprezzata meta di visite da parte degli occidentali di passaggio a Costantinopoli: Mark Twain, Herman Melville, ecc.
(Twain, Mark (1869), The Innocents abroad, or The New Pilgrim Progress, Hartford (Conn.), The American Publishing Company, p. 365)